# 新添镇 (临洮县)
新添镇，是中华人民共和国甘肃省定西市临洮县下辖的一个乡镇级行政单位。

## 行政区划
新添镇下辖以下地区：
孙家村、崖湾村、下街村、机场村、潘家庄村、刘家沟门村、曹家河村、冯家沟门村、寨子村、三十墩村、阴山子村、南坪村、驹山村、大坪村、梁家村、上街村、黄家坪村、咀头村和潘家坡村。